# Macrocystis pyrifera
Macrocystis pyrifera es un alga parda gigante que habita en la costa del Pacífico de América del Norte, desde Baja California hasta Alaska, así como en las costas de los mares del sur, en América del Sur, Sudáfrica, Australia y Nueva Zelanda. Habita desde la zona intermareal hasta unos 30 metros de profundidad y puede formar bosques submarinos. Sus ejemplares individuales pueden alcanzar longitudes de 45 metros o más. El principal producto comercial que se obtiene de esta alga es el ácido algínico.

## Descripción
M. pyrifera  es la mayor de todas las algas. La fase en la que se le observa normalmente es la del esporófito, que es perenne y los individuos subsisten por muchos años. Como otras algas pardas, posee estructuras que recuerdan las de los vegetales. Sus filoides ("hojas") son de color castaño verdoso y pueden medir más de medio metro de largo. A lo largo del cauloide ("tallo") hay cistos, que son pequeñas vesículas llenas de aire que le sirven de flotadores.
En su base cuentan con una fijación grampón y con estiletes (talo), del cual salen las laminas hacia la superficie del mar, en busca del sol y en constante movimiento, lo cual ayuda en parte a la oxigenación del mar.
Una especie similar y relacionada, Macrocystis integrifolia, habita los roqueríos intermareales de las costas del Pacífico de América del Norte y del Sur y solo alcanza los 6 metros.

## Ecología

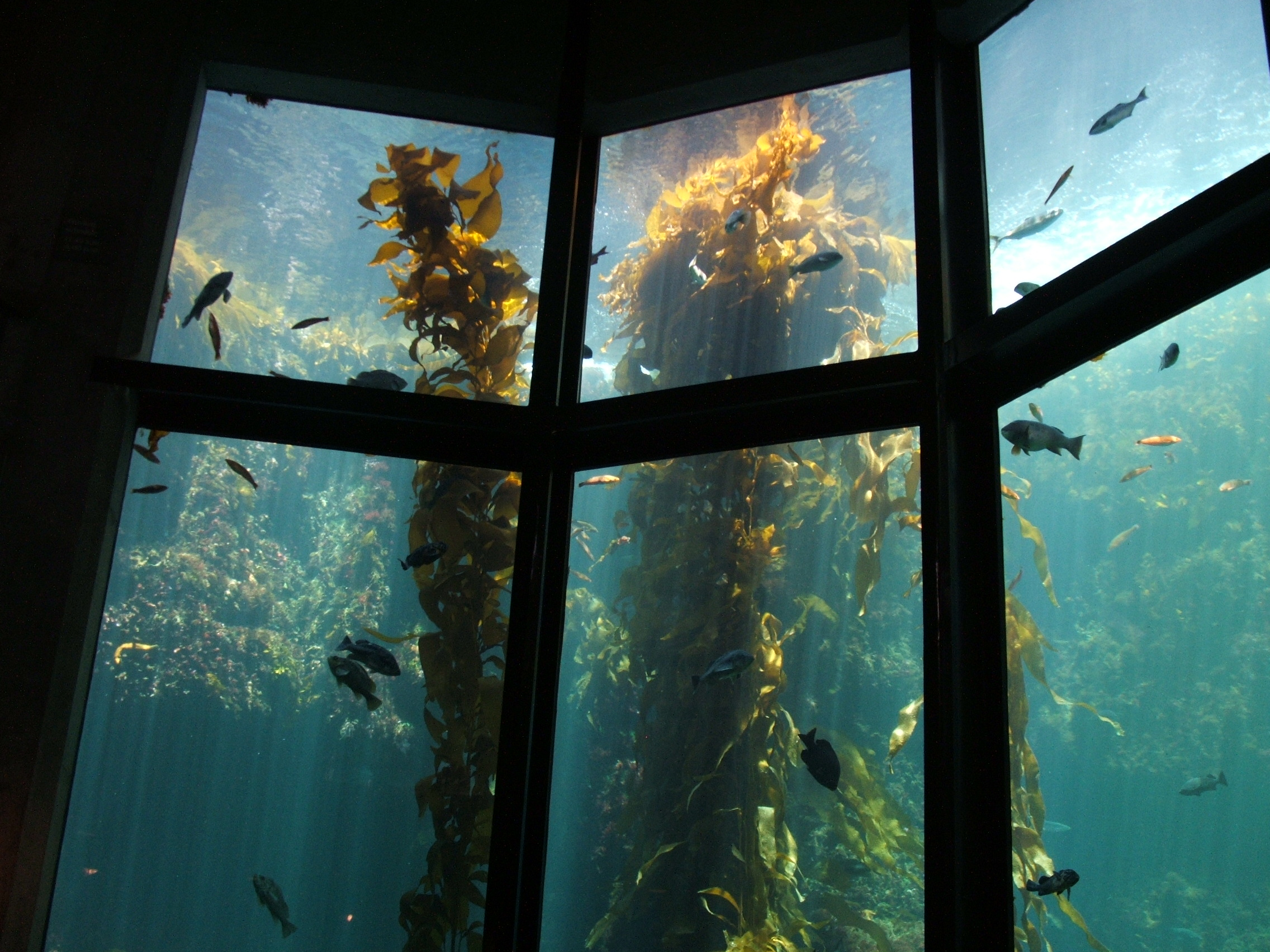
Macrocystis es muy decorativa y proporciona un amplio refugio en grandes acuarios públicos (Acuario de la Bahía de Monterey, EE.UU.).

Macrocystis pyrifera se encuentra en América del Norte (Alaska a California), América del Sur, Sudáfrica, Nueva Zelanda, y  el sur de Australia. Prospera en aguas más frías donde la temperatura del agua del océano se mantiene por debajo de los 70 grados Fahrenheit (21.1 grados centígrados). 
Tanto el gran tamaño de las algas y el gran número de individuos alteran de manera significativa la disponibilidad de la luz, el flujo de las corrientes oceánicas, y la química de las aguas del océano en la zona donde crecen.
En las poblaciones de alta densidad, las algas gigantes individuales compiten con otros individuos de la especie por el espacio y los recursos. El M. pyrifera gigante pueden competir con estas circunstancias.
Cuando las aguas superficiales son pobres en nutrientes, el nitrógeno en forma de aminoácidos se traslada hasta el estípite tamiz a través de elementos que se parecen mucho a la floema de plantas vasculares. La translocación de nutrientes a lo largo del estípite puede ser tan rápida como 60 cm por hora. La mayoría de desplazamiento se produce al moverse fotosintatos ricos en carbono, y por lo general trasfiere material desde regiones maduras a las regiones en crecimiento activo, donde la maquinaria de la fotosíntesis aún no está totalmente en su lugar. La translocación también mueve los nutrientes superficiales hacia abajo desde las frondas de la superficie de expuestas a la luz a los esporófilos (frondas reproductivas) en la base de las algas marinas, donde hay poca luz y por tanto existe poca fotosíntesis para producir alimentos. Es una planta medicinal usada por muchos científicos y médicos. También es un elemento alimenticio fundamental para algunos peces.

## Uso humano

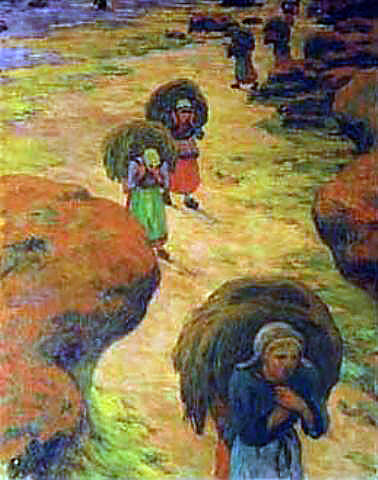
Les Ramasseuses de varech: "Las recolectoras de algas", óleo de Émile Schuffenecker

### Industria alimentaria
El ácido algínico se utiliza como espesante y emulsionante en la producción de alimentos elaborados, tales como helados, postres, salsas, alimentos para bebés, aliños de ensaladas y muchos otros usos. No se suele consumir directamente, prefiriéndose en general otras especies de algas pardas para el uso culinario directo, como por ejemplo Durvillaea antarctica (cochayuyo), consumido en Chile. Para el ceviche en el Perú, se utiliza el alga roja Chondracanthus chamissoi.

### Farmacológico
En la reunión científica ICBAR se presentaron estudios donde los resultados indican que el extracto etanólico de esta alga podría tener un efecto hipoglicemiante en ratones inducidos a diabetes con aloxano.
La M. pyrifera es usada como fuente  de agar-agar para preparados farmacológicos y para recetas magistrales de obesidad.

### Navegación
La presencia de bosques de algas de esta especie se marca en las cartas náuticas pues representan un peligro a la navegación, puesto que si gran cantidad se enreda en los propulsores, puede dejar a una embarcación sin gobierno.
También, en el Atlántico Sur, en las costas de la Patagonia, las algas han servido a las naves de refugio contra las tempestades. Las grandes aglomeraciones de esta alga, ancladas a profundidad de hasta 60 m, estabilizan el golpeo de las olas. Así detalla Francisco P. Moreno en su libro "Viaje a la Patagonia Austral. 1876 - 1877"

### Biocombustible
Aproximadamente un 50% del peso seco de la M. pyrifera corresponde a diferentes tipos de azúcares, las cuales luego de un proceso biotecnológico y de fermentación puede ser transformado en etanol o en otros biocombustibles.

## Desembarque, precio de playa, exportaciones en Chile

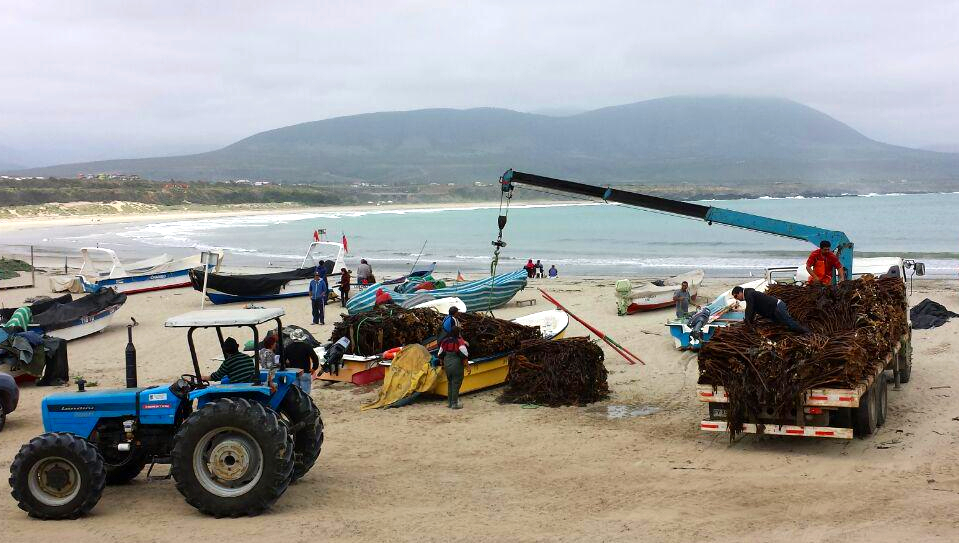
Desembarco y transporte de algas en la playa de Los Molles, comuna de La Ligua, Región de Valparaíso, Chile

En las costas chilenas, las cosechas de M. pyrifera constituyen una parte no despreciable del total de desembarques de algas, aunque existen otras especies que la superan ampliamente. Los precios playa de alga mojada o húmeda (no secada) han exhibido altos y bajos, como se desprende de la tabla siguiente, no superando, en general, los 50 centavos de dólar por kilógramo.
| toneladas métricas | M. pyrifera | % del | precio  |
| Año                | Huiro       | total | CLP/ton |
| ------------------ | ----------- | ----- | ------- |
| 2009               | 14.097      | 3,09  | 167.000 |
| 2010               | 11.735      | 3,08  | 77.500  |
| 2011               | 19.400      | 4,64  | 45.771  |
| 2012               | 25.943      | 5,81  | 65.650  |
| 2013               | 30.556      | 5,76  | 146.500 |

Como dato general, más allá de M. pyrifera, alrededor del 90% de la cosecha chilena de algas se exporta como «secado de algas», alcanzando en 2013 un volumen de 81.761 toneladas, a un precio de 1.735 dólares por tonelada.

## Sustentabilidad de la cosecha deM. pyrifera
Se han dedicado grandes esfuerzos a la creación de modelos del crecimiento de M. pyrifera y de las posibilidades de su cosecha sustentable. Igualmente se han investigado los efectos de los diversos métodos de cosecha del recurso. La cosecha mecanizada desde grandes embarcaciones, tal como se practica en Baja California, solo remueve las frondas hasta una profundidad de 1,2 metros y no afecta los esporófilos ubicados cerca de la base del individuo, encargadas de proveer las esporas para la próxima generación. Dado el hecho de que las frondas individuales pueden llegar a crecer hasta 7 cm diarios, se ha probado que este tipo de cosecha no afecta la estabilidad de los doseles de algas. Experimentos desarrollados en Chile llevaron a la conclusión de que la remoción del dosel causaba un aumento de la presencia de ejemplares juveniles, reduciéndose la distancia media entre ejemplares, es decir, aumentando su densidad.
Igualmente se ha observado el efecto de las cosechas sobre el desarrollo de otras especies asociadas, así como el efecto de la remoción ejemplares de otras especies sobre el desarrollo del bosque de algas. Estudios realizados en el sur de California indicaron que ciertas especies de peces redujeron su presencia al iniciarse las cosechas, aunque la variedad general de especies no disminuyó. Se sabe de una importante interacción entre las poblaciones de M. pyrifera y las de erizos de mar. De hecho, una abundante presencia de erizos de mar es capaz de dificultar y hasta de impedir la recolonización de áreas del fondo de mar por estas algas, aunque estas interacciones son complejas; dependen también del comportamiento de las poblaciones de los depredadores del erizo, la nutria marina o el equivalente chungungo, así como también, en California, de las de abalone que compiten con los erizos de mar en cuanto a pastar el alga. Se ha observado que es posible fortalecer las poblaciones de M. pyrifera por medio de la recolección comercial de erizos de mar comestibles, o bien por medio del fomento de las poblaciones de Enhydra lutris o de Lontra felina, según el hemisferio.
Igualmente, se han investigado las consecuencias de métodos alternativos de cosecha, como por ejemplo la remoción de todas o de solo la mitad de las frondas de cada ejemplar., con el resultado de que lo óptimo sería remover la mitad de las frondas de cada individuo, así como los efectos a mediano plazo de la cosecha sobre la composición de la biomasa en cuanto a componentes de interés económico., donde se llega a la conclusión de que, si bien el valor económico de la población varía en el tiempo, presumiblemente por causas asociadas a la variabilidad de las condiciones oceánicas, el carácter sostenido de la cosecha no muestra tener un efecto significativo sobre esta variable.

## Nombres comunes
Sargazo gigante, sargazo (Perú y sur de Chile) o huiro, calabacillo o canutillo (Chile).